# Antônio Vilas-Boas
Antônio Vilas-Boas (São Francisco de Sales, Minas Gerais, 1 de enero de 1934 - Uberaba, Minas Gerais, 17 de enero de 1991) fue un granjero brasileño y luego abogado de la localidad de San Francisco de Sales, estado de Minas Gerais, que aseguró haber sido abducido por extraterrestres en 1957. El relato de Vilas-Boas fue una de las primeras historias de abducción extraterrestre en recibir amplia atención, varios años antes de que la todavía más publicitada abducción de los Hill hiciera famoso el concepto y diera comienzo a numerosos informes de experiencias similares.

## Historia de Vilas-Boas
Cuando sucedió el supuesto caso de abducción, Vilas-Boas era un granjero de 23 años que trabajaba de noche para evitar el calor del día. Según él, el 16 de octubre de 1957 mientras estaba arando apareció una "estrella" roja en el cielo, se acercó a su posición creciendo gradualmente y pronto se dio cuenta de que era una nave espacial, de forma ovoide, con una luz roja frontal y una cúpula giratoria arriba. Comenzó a descender y aterrizó extendiendo tres "patas". Según Vilas-Boas, decidió huir pero pronto se apagaron las luces y el motor de su tractor; así que siguió a pie hasta que fue apresado por un humanoide de 1,50 m de altura vestido con un mono gris y casco el cual en lugar de hablar emitía unos sonidos como ladridos o aullidos. Tres seres iguales se unieron al primero para someter al joven e introducirlo en la nave. Vilas-Boas describió a estos seres como parecidos a los humanos, más pequeños y con los ojos azules.
Dice que lo desvistieron y lo cubrieron entero con una especie de gel. Luego lo llevaron a una gran sala semicircular, a través de una puerta con extraños símbolos rojos inscritos, que afirmó pudo memorizar y luego dibujó a los investigadores; allí le tomaron muestras de sangre y luego lo encerraron en otra habitación donde fue introducido una especie de gas que le hizo sentirse bastante mal, a la media hora apareció una atractiva mujer desnuda de esa raza, de grandes ojos azules, barbilla y nariz pequeñas, sin cejas ni pestañas o muy finas, cabello largo rubio platino pero el vello de las axilas y púbico rojo brillante. Boas dijo que se sintió fuertemente atraído por ella, manteniendo relaciones sexuales en la habitación. Durante el acto, Boas notó que la mujer no lo besó, sino que lo mordió en la barbilla, siendo sus dientes pequeños pero afilados. Al terminar, la mujer sonrió, se frotó el vientre y señaló hacia arriba. Boas interpretó que su hijo sería criado en el espacio. Parecía aliviada de que su "tarea" hubiera terminado, y el propio Boas dijo sentirse incómodo y enojado por la situación, porque sentía que había sido poco menos que "un buen semental" para los humanoides. Al salir de esa habitación le devolvieron su ropa, y Vilas-Boas contó que siguió recorriendo la nave con los seres extraterrestres. Luego lo escoltaron al exterior y vio la nave despegar brillando intensamente.
Vilas-Boas decía que los seres tenían tecnología más avanzada que la humana en la nave, y que intentó agarrar una especie de reloj para tener una prueba del encuentro; pero los seres no le dejaron. En casa, un aturdido Vilas-Boas se dio cuenta de que solo habían pasado cuatro horas.
Vilas-Boas luego se convirtió en abogado, se casó y tuvo cuatro hijos. Aunque algunas fuentes dicen que murió en 1992, en realidad falleció el 17 de enero de 1991 y hasta el último momento se mantuvo fiel a su supuesta experiencia, defendiendo su historia de abducción como real.

## Investigación
Tras el hecho, Boas afirmó haber sufrido náuseas y debilidad, así como dolores de cabeza y lesiones en la piel. Finalmente, se puso en contacto con el periodista José Martins, que había publicado un anuncio en un periódico buscando personas que hubieran tenido experiencias ovni. Tras escuchar a Boas, Martins avisó al doctor Olavo Fontes de la Escuela Nacional de Medicina de Brasil; Fontes también estaba en contacto con el grupo estadounidense de investigación ovni APRO. Fontes examinó al joven granjero y concluyó que había estado expuesto a una gran dosis de radiación y ahora sufría leves síntomas de irradiación.
Según el investigador Peter Rogerson, la historia salió a la luz por primera vez en febrero de 1958 y la primera referencia impresa apareció en el número de abril-junio de 1962 del Boletín SBESDV de la revista brasileña OVNI. Boas pudo recordar cada detalle de su supuesta abducción sin necesidad de una regresión hipnótica, al contrario que años más tarde los Hill en su parecida experiencia.
El investigador Peter Rogerson, sin embargo, duda de la veracidad de la historia. Señala que al momento de la supuesta abducción de Vilas-Boas, se publicó una historia muy parecida en la edición de noviembre de 1957 del periódico O Cruzeiro, y sugiere que Boas tomó detalles de este relato, junto con elementos tomados de las historias del contactado George Adamski. Rogerson también argumenta: 

"Una de las razones por la que la historia [de Vilas-Boas] adquirió credibilidad fue la suposición prejuiciosa de que cualquier agricultor del interior brasileño tenía que ser un campesino analfabeto incapaz "de inventar algo así". Como me señaló Eddie Bullard, el hecho de que la familia Vilas-Boas poseyera un tractor los colocaba muy por encima de la clase campesina... Ahora sabemos que Antonio Vilas-Boas era un joven definitivamente en ascenso, que estudiaba un curso por correspondencia y finalmente se convertiría en abogado. (Ante esta noticia, los ufólogos que lo habían considerado demasiado simple y rural argumentaron ahora que era demasiado respetable y burgués para haberlo hecho).